# David Frost
David Paradine Frost OBE (Tenterden, 7 de abril de 1939 – 31 de agosto de 2013) foi um jornalista, comediante, escritor e apresentador britânico.
Ficou célebre por ter entrevistado o ex-presidente americano Richard Nixon sobre o escândalo de Watergate. Frost foi retratado no filme Frost/Nixon, de 2008, descrevendo a famosa entrevista televisionada pela rede ABC, três anos após a renúncia de Nixon.
Faleceu aos 74 anos a bordo do transatlântico MS Queen Elizabeth.